# آکسفورد (مین)
آکسفورد(به انگلیسی: Oxford) شهری در ایالت مین کشور ایالات متحده آمریکا است که جمعیت آن در سرشماری سال ۲۰۱۰ میلادی، ۱٬۲۶۳ نفر بوده‌است.